# دورة الفسفور

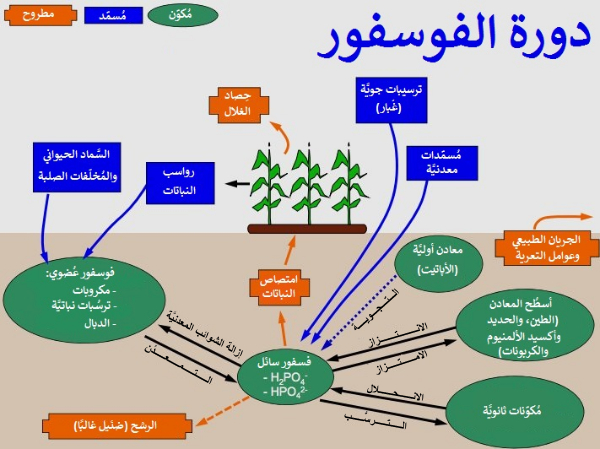
رسم توضيحي لدورة الفوسفور.

دورة الفوسفور هي دورة حيوية جيولوجية كيميائية تصف حركة الفوسفور من خلال الغلاف الصخري والغلاف المائي والغلاف الحيوي، وعلى عكس العديد من الدورات البيولوجية الكيميائية الأخرى فالغلاف الجوي لا يلعب دورا هاما في حركة الفوسفور، لأن الفوسفور والمركبات القائمة على الفوسفور عادة ما تكون من المواد الصلبة في نطاقات نموذجية من درجة الحرارة والضغط الموجودة على الأرض ولا يحدث إنتاج غاز الفوسفين إلا في ظروف محلية متخصصة.
على الأرض، الفسفور ( الرمز الكيميائي، P ) يصبح تدريجيا أقل المتاحة للنباتات على مدى آلاف السنين، لأنها فقدت ببطء في الجريان السطحي. تركيز منخفض من P في التربة يقلل من نمو النبات، ويبطئ نمو الجراثيم التربة - كما هو مبين في الدراسات الجرثومية الكتلة الحيوية للتربة. الكائنات المجهرية في التربة تعمل على حد سواء المصارف والمصادر المتاحة P في دورة البيولوجية الكيميائية محليا، تحولات P هي المواد الكيميائية والبيولوجية والميكروبيولوجية : التحويلات الكبرى على المدى الطويل في دورة عالمية، ومع ذلك هي التي تحرك من قبل الحركات التكتونية في الزمن الجيولوجي.
تسببت البشر تغييرات كبيرة في دورة P العالمية من خلال الشحن من P المعادن ، واستخدام الأسمدة P، وكذلك الشحن من المواد الغذائية من المزارع إلى المدن، حيث يتم فقدان بأنها النفايات السائلة.

## الفوسفور في البيئة

### الوظيفة الإيكولوجية
الفوسفور من المغذيات الأساسية للنباتات والحيوانات. الفوسفور هو الحد من المواد الغذائية للكائنات المائية. الفوسفور تشكل أجزاء من جزيئات إدامة الحياة المهم أن شائعة جدا في المحيط الحيوي. الفوسفور لا تدخل الغلاف الجوي ، وتبقى في معظمها على الأراضي و الصخور و التربة و المعادن. يستخدم ثمانين في المئة من الفوسفور الملغومة لجعل الأسمدة. الفوسفات من الأسمدة، و مياه الصرف الصحي والمنظفات يمكن أن تسبب التلوث في البحيرات و الجداول. إثراء الفوسفات يمكن أن يؤدي إلى التخثث من المياه البحرية الطازجة والمناطق القريبة من الشاطئ، مما أدى إلى الطحالب تزهر.